# Chiesa evangelica riformata nel Ticino
Die Chiesa evangelica riformata nel Ticino (deutsch: Evangelisch-reformierte Kirche im Tessin) ist die Organisation der evangelisch-reformierten Einwohner des Kantons Tessin. Die Kirche ist in fast allen Bereichen zweisprachig italienisch-deutsch verfasst.

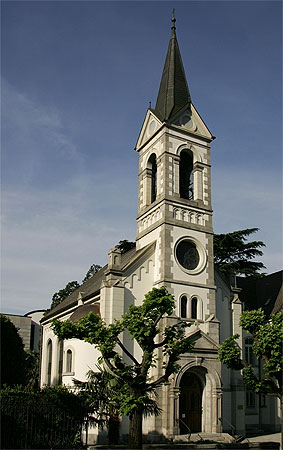
Evangelisch-reformierte Kirche Bellinzona

## Geschichte
Im 19. Jahrhundert zogen im Zusammenhang mit der Industrialisierung und dem aufkommenden Tourismus Protestanten in das seit der Gegenreformation vollständig katholische Tessin.  
Es bildeten sich in der Folge reformierte Gemeinden in Lugano, Locarno, Bellinzona und Airolo. Diese vier Kirchgemeinden vereinigten sich am 17. September 1966 zur Federazione delle Chiese Evangeliche-Riformate del Ticino.
Eine Volksabstimmung am 26. Oktober 1975 brachte dieser Vereinigung den gleichen Rechtsstatus als Körperschaft des öffentlichen Rechts, wie ihn die römisch-katholische Kirche bereits besass. Unmittelbare Konsequenz war die Gleichstellung des reformierten Religionsunterrichts an den öffentlichen Schulen sowie dessen gesicherte Finanzierung an der Oberstufe.
Im Zuge der Volksabstimmung nannte sich die Kirche um in «Chiesa evangelica riformata nel Ticino», abgekürzt CERT.

## Heutige Situation

### Kirchgemeinden
Die CERT setzt sich aus drei Kirchgemeinden zusammen:
- eine im Sottoceneri mit Lugano und dem gesamten unteren Tessin
- eine in Locarno und Umgebung mit Ascona, dem Maggiatal, dem Verzascatal, dem Centovalli und dem Onsernonetal und
- eine in Bellinzona, die zudem die Leventina und den Gambarogno umfasst.

### Synode und Synodalrat
Die Legislative der Tessiner Kirche ist die Synode (Sinodo). Derzeitiger Präsident der Synode ist Ulrico Feitknecht.
Der Synodalrat (Consiglio sinodale) ist die Exekutive der Kirche. Derzeitiger Präsident des Synodalrats ist Stefano D'Archino.

### Medien
Publikationsorgan ist die Zeitschrift Voce evangelica (= «Evangelische Stimme»).